# اولاپلکس
اولاپلکس (انگلیسی: Olaplex) محصولی برای درمان موهای آسیب دیده در سه مرحله است که توسط دو شیمی‌دان، اریک پرسلی و کریگ هاوک ابداع شده که مادهٔ شیمیایی‌ای فاقد سیلیکون و چربی را اختراع کردند برای برقراری دوباره پیوندهای شکسته‌شده در مو در اثر آسیب‌های شیمیایی، حرارتی و مکانیکی.

## مکانیسم عمل
فرایند درمان سه مرحله‌ای است؛ دو مرحله در سالن و یک در خانه که مواد در هر مرحله فاقد سیلیکون، سولفات و فتالات است.
ماده مرحله اول حاوی بی-آمینوپروپیل دی‌گلیکول دیمالیت فعال است که پیوندهای دی‌سولفید شکسته شده مو را بازسازی می‌کند. مو حاوی پروتئین کراتین است که دارای آمینواسید سیستئین است. سیستئین شامل اتم سولفور است؛ و به‌طور معمول دو سولفور تشکیل یک پیوند دی سولفید داده و بین دو پروتئین ارتباط می‌گیرند که باعث حفظ شکل و جنس مو می‌شود اما مواردی مانند صاف کردن، فر و رنگ مو باعث شکسته شدن پیوندها و تبدیل آن به تیول آزاد می‌شود. ماده شماره دو ترمیم مو را کامل می‌کند و ماده سوم برای محافظت نهایی مو توسط شخص استفاده می‌شود.

## مواد تشکیل‌دهنده
ماده فعال درون اولاپلکس ترکیبی شیمیایی به‌نام بی-آمینوپروپیل دی‌گلیکول دیمالیت است.
اولاپلکس در حال حاضر بیش از 100 نوآوری ثبت شده در سراسر جهان دارد و بیشتر هیر استایلیست های مشهور دنیا سفیر این برند هستند و محصولات اولاپلکس در بیش از 105 کشور جهان بطور مستقیم حضور دارند.